# طابع النقل

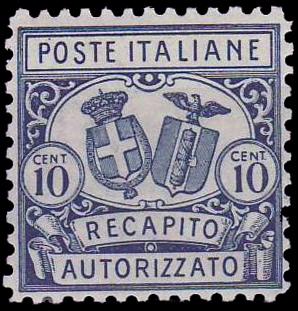
أول طابع بريد من ايطاليا عام 1928

طابع الناقل أو طابع التسليم، أو الساعي (Carrier's stamp)، هو نوع من طوابع البريد المستعملة من قبل شركات البريد الخاصة لتسليم البريد مباشرة إلى المرسل إليهِ من مكتب البريد.
عندما نظمت الخدمة البريدية لأول مرة، كان تسليم البريد يحصل فقط من مكتب بريد إلى مكتب بريد آخر وليس مباشرة إلى المرسل إليهِ. وقد أدى هذا إلى خلق الحاجة إلى توظيف سعاة بريد خاصين.
في الولايات المتحدة، كانت هذه الفئة المتخصصة من الطوابع موجودة بشكل أساسي من عام 1842 إلى عام 1860.

## الوصف
أصدر هذا النوع من الطوابع من قبل إدارات البريد في عدد من بلدان العالم. كانت الحاجة إلى إصدار مثل هذه الطوابع الخاصة مرتبطة عادة بحقيقة أن مكتب البريد الحكومي كان يسلم المراسلات إلى مكتب البريد فقط، والذي يعمل وفقًا لنظام مماثل لنظام البريد اليوم. وكان على المتلقين أن يذهبوا إلى مكتب البريد بأنفسهم لاستلام الرسائل، مما تسبب في بعض الإزعاج. وبعد ذلك بدأ بعض الأفراد والشركات الخاصة بتسليم البريد المستلم عن طريق البريد الحكومي إلى منازل المرسل إليهم.

## أمثلة لبعض البلدان
وفيما يلي أمثلة على إصدار واستخدام طوابع الناقل في مختلف بلدان العالم.

### إمبراطورية النمسا والمجر
في عام 1918، قامت هيئة البريد النمساوية المجرية بطباعة طوابع بريدية محلية التسليم لمجموعة جيش بورويفيتش|، وكان الهدف منها دفع رسوم تسليم المواد البريدية إلى 18 مدينة محتلة في مقاطعة البندقية. تم بيع الطوابع في مكتب البريد، لكنها لم تدخل التداول أبدًا.

### ألمانيا الشرقية
في جمهورية ألمانيا الديمقراطية، استخدمت طوابع تسليم خاصة من عام 1965 إلى عام 1969، وكانت رسمية بطبيعتها. أصدرت للعناصر البريدية مع نموذج التسليم (ZU، من الألمانية Zustellungsurkunde - إيصال الاستلام) وبالتالي يطلق عليها أيضًا "طوابع ZU". وكان الغرض منها دفع رسوم البريد مقابل تسليم البريد عن طريق خدمة البريد السريع المركزية، والتي كانت تتم مقابل إيصال بالاستلام.

### إسبانيا
في إسبانيا، طوابع التسليم التي تحمل النقش isp. صدرت "حقوق التسليم" في عام 1931 لدفع تكاليف تسليم الرسائل المحلية. كانت رسوم البريد لتسليمها حتى عام 1931 5 سنتيمو لكل رسالة.

### إيطاليا
صدرت أول طوابع التسليم في إيطاليا في يوليو 1928 لتغطية رسوم البريد الإضافية لتسليم المراسلات من قبل الأفراد المحليين (السعاة أو الشركات) في بعض المناطق التي لا توجد بها مكاتب بريد. وقد صورت شعار النبالة الإيطالي والحزم، واحتوت على النقش الإيطالي. "ملخص معتمد" ("التسليم المصرح به"). أصدرت آخر طوابع التسليم حتى الآن في سبتمبر 1990. كانت هذه الطوابع تُلغى عادةً بطوابع الشركة.

### الولايات المتحدة
كانت طوابع التسليم في الولايات المتحدة من نوعين:
- الوطنية
- المحلية

لأول مرة، طوابع التسليم الوطنية، المعروفة باسم اللغة الإنجليزية. طبعت طوابع الناقل "الإصدارات الرسمية" في عام 1851. كانت قيمة الطابعين سنتًا واحدًا، لكن الطابع الأول لم يكن يحمل فئة. في عام 1875 أعيد إصدار هذه الطوابع البريدية.
كانت طوابع التسليم المحلية متداولة عبر البريد من عام 1842 إلى عام 1857 في العديد من المدن الأمريكية الكبرى مثل بالتيمور، وبوسطن، وكليفلاند، ولويسفيل، ونيويورك، وسانت لويس، وفيلادلفيا، وتشارلستون، وسينسيناتي.

### الأوروغواي
تعتبر طوابع البريد السريع أو التسليم لأوروغواي، والتي ظهرت في عامي 1856-1857، بشكل عام أولى طوابع البلاد. أربعة طوابع في هذه السلسلة تحمل النقش isp. "DILIGENCIA" ("بالعربة التي تجرها الخيول")، والتي تشير إلى طريقة تسليم المراسلات. في عام 1858، صدرت ثلاثة طوابع مماثلة، لكنها كانت تحمل بالفعل نقش "CORREO" ("بريد") وتم الإشارة إلى اسم العاصمة "موتيفيديو" بدلاً من (اسم البلد.

### تشيكوسلوفاكيا
في الفترة من 1937 إلى 1939، كانت طوابع التسليم متداولة في تشيكوسلوفاكيا، والتي كانت تستخدم لدفع رسوم البريد الإضافية للتسليم إلى يدي المرسل إليه، ويمكن اعتبارها طوابع تسليم إضافية.

## روابط خارجية
- A Baltimore Carriers' Stamp
- UNIQUE P.O. STAMP TURNS UP.; Only "Carriers" Stamp of Its Kind Extant and Worth Hundreds of Dollars